# 13e brigade d'affectation opérationnelle Khartia
Pour les articles homonymes, voir 13e brigade.
La 13e brigade d'affectation opérationnelle Khartia (en ukrainien : 13 Бригада Національної гвардії України «Хартія», abrégé en 13 Бр ; numéro d'unité militaire 3102) est une brigade de la Garde nationale de l'Ukraine qui fait partie du Commandement opérationnel est, stationnée à Kharkiv ; elle porte le numéro d'unité militaire 3102 et le nom de Charte.
La brigade, proche des cercles ultranationalistes, prend progressivement un rôle plus politique, son leader tenant notamment des positions antisystème. 

## Historique
La brigade a été créée le 19 mars 2022, comme un bataillon de volontaires servant sous le commandement de la 127e brigade de défense territoriale lors de l'invasion de l'Ukraine par la Russie en 2022. Elle a été créée par Vsevolod Kojemyako, 88e homme parmi les 100 plus riches d'Ukraine en 2020 selon Forbes. Elle est proche des cercles ultranationalistes, incarnés notamment par Yevhen Karas, ancien chef du groupe radical C14. 
L'unité de volontaires participe à la défense de Kharkiv jusqu'en fin avril - début mai 2022, où avec d'autres unités des forces de défense ukrainiennes, elle libère le village de Ruska Lozova près de Kharkiv. Elle est ensuite engagée dans la contre-offensive de Kharkiv en septembre 2022. En novembre, le bataillon participe à des combats près du village de Kolomiychikha en direction de Svatove, dans la région de Louhansk puis dans la bataille de Bakhmout, notamment dans le secteur de Soledar.
Le 20 mars 2023, elle est intégrée à la Garde nationale comme 13e brigade. Dans le cadre de l'opération de recrutement garde offensive, elle est appelée Charte,.
En janvier 2024, la brigade est relocalisée dans le secteur de Kreminna, aux côtés de la 12e brigade Azov.

## Communication et rôle politique
La 13e brigade « Khartia » prend au cours de la guerre un rôle progressivement plus politique. Son chef, Yevhen Karas, se filme régulièrement sur le front, tenant des positions radicales et populistes antisystème. Depuis les ruines de Toretsk, il accuse notamment les autorités politiques locales, ainsi que les oligarques à l'étranger, de corruption et de trahison. Critiquant parfois ouvertement l'état-major, il se met en scène dans une posture de rupture agressive.
La brigade Khartia s'oppose notamment à la 3e brigade d'assaut « Azov », à l'idéologie également militariste et nationaliste, mais maniant une communication moins radicale.